# لیتا رزا
لیتا رزا (انگلیسی: Lita Roza؛ ۱۴ مارس ۱۹۲۶
لیورپول، lancashire, england, uk – ۱۴ اوت ۲۰۰۸
london, england, uk) یک موسیقی‌دان اهل بریتانیا بود.